# Comté de Juniata
Le comté de Juniata (anglais : Juniata County) est un comté situé dans l'État de Pennsylvanie aux États-Unis. Le siège du comté est Mifflintown. Selon le recensement de 2020, sa population est de 23 509 habitants. Le nom du comté vient de la rivière Juniata. 

## Géographie
Le comté a une superficie de 1 019 km², dont 1 014 km² est de terre.

### Comtés adjacents
- Comté de Snyder (nord)
- Comté de Northumberland (est)
- Comté de Dauphin (sud-est)
- Comté de Perry (sud)
- Comté de Franklin (sud-ouest)
- Comté de Huntingdon (ouest)
- Comté de Mifflin (nord-ouest)

## Démographie
| Groupe            | Comté de Juniata | Pennsylvanie | États-Unis |
| ----------------- | ---------------- | ------------ | ---------- |
| Blancs            | 93               | 73,5         | 58         |
| Latino-Américains | 3,9              | 8,1          | 19         |
| Afro-Américains   | 0,5              | 10,5         | 12,1       |
| Asiatiques        | 0,3              | 3,4          | 6,2        |
| Métis             | 2,2              | 3,3          | 4,1        |
| Autres            | 0,2              | 0,4          | 0,5        |
| Amérindiens       | 0,1              | 0,1          | 0,9        |
| Océano-américains | 0,02             | 0,02         | 0,2        |
| Total             | 100              | 100          | 100        |